# آستین کیمبرلی
آستین کیمبرلی (Austin Kimberley) خودرویی است که در سال‌های ۱۹۷۰ تا ۱۹۷۴تولید شده‌است.
این خودرو در کلاس خودرو سایز متوسط قرار گرفته و طراحی آن خودروهای موتور جلو-محور جلو بوده‌است.
موتور آن ۲۲۲۷ سی‌سی سیستم جعبه‌دندهٔ آن ۳ دنده به دو صورت خودکار و دستی است.

## نگارخانه

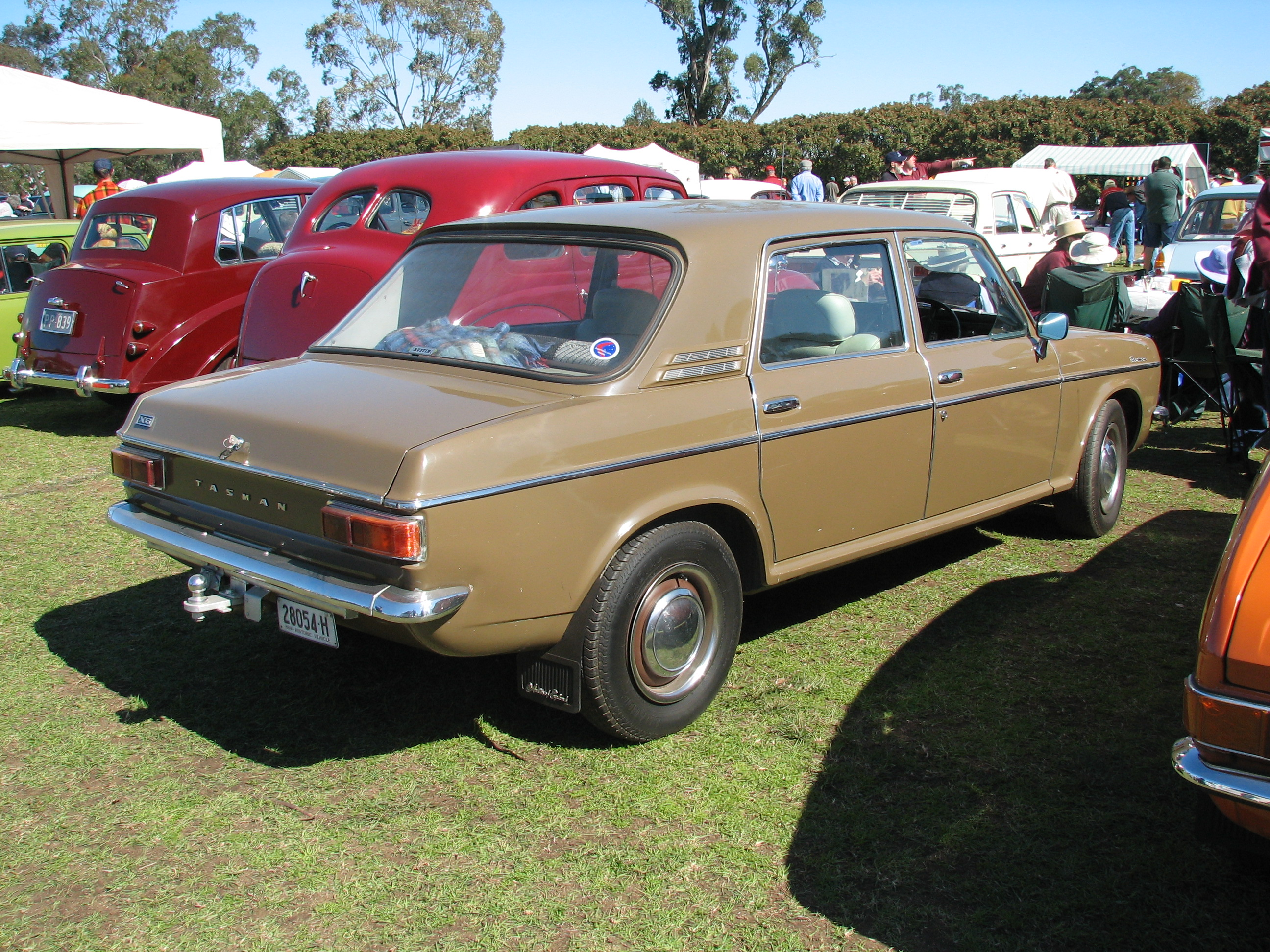
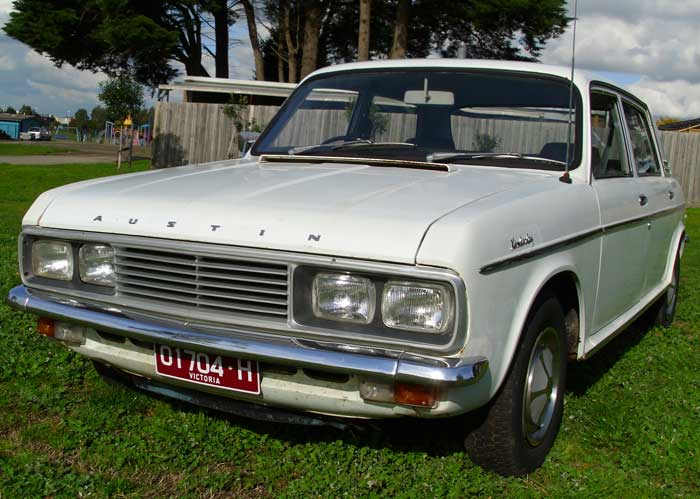
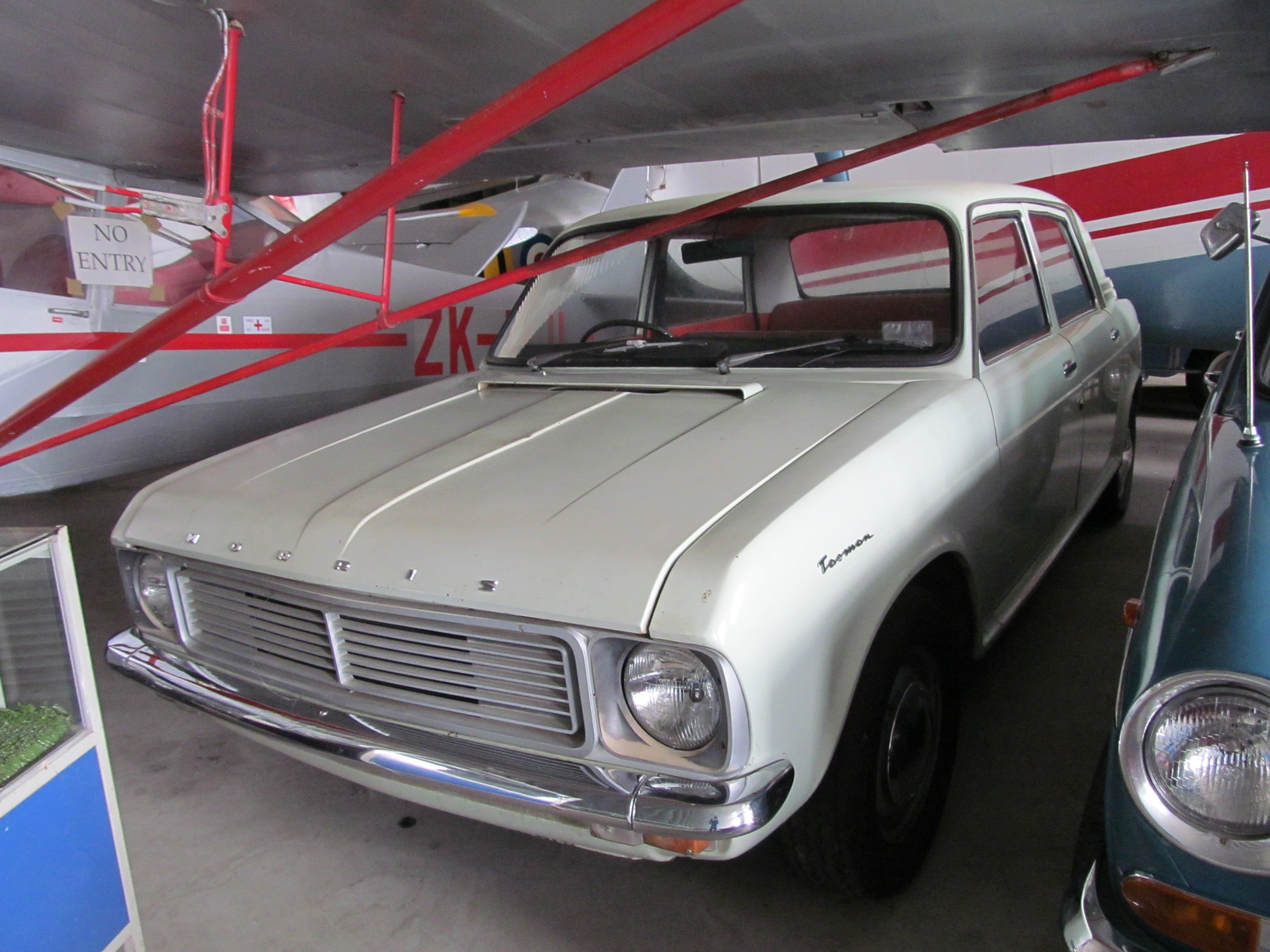